# ریکاردو هوکوار
 ریکاردو هوکوار (انگلیسی: Ricardo Hocevar؛ زادهٔ ۵ مهٔ ۱۹۸۵) یک تنیس‌باز اهل برزیل است.